# Восемь мастеров
«Восемь мастеров» (кит. 八大門派, букв. Восемь школ) — тайваньский фильм с боевыми искусствами режиссёра Джозефа Го. Тайваньская премьера состоялась 31 декабря 1976 года.

## Сюжет
Отца Цю Шаоцзе убивают. Дядя относит мальчика в монастырь Шаолинь, где тот на протяжении многих лет обучается боевым искусствам и по окончании проходит зал бронзовыми людьми. Повзрослевший Шаоцзе возвращается домой к своей слепой матери и кузине, в дальнейшем пытаясь жить мирно. Вскоре Шаоцзе узнаёт, что на самом деле Минчжу не его родственница, но племянница человека, который хочет его убить. Вдобавок к этому восемь мастеров кунг-фу пытаются всеми способами заставить Шаоцзе драться с ними из-за старых дел его отца. Не выдержав издевательств бойцов, Шаоцзе принимает вызов.

## В ролях
- Картер Вон[кит.] — Цю Шаоцзе
- Цзя Лин — Лю Жушуан
- Дорис Лун — Чжао Минчжу
- Хуан Фэйлун — Ту Лун
- Чэн Ливэй — малолетний Цю Шаоцзе
- Филлип Коу — Мэн Мэньчжу
- Лю Лицзу — Лю, лидер восьми мастеров
- Су Чжэньпин — Чжао Шиэнь

## Съёмочная группа
- Компания: Hong Hwa International Films (H.K.) Ltd.
- Продюсер: Сюзанна Го
- Исполнительный продюсер: Джозеф Го
- Режиссёр: Джозеф Го
- Автор сценария: Сюй Минцянь
- Ассистент режиссёра: Лю Янь, Хоу Юньбинь
- Постановка боевых сцен: Хуан Фэйлун
- Художник: Ли Фусюн
- Монтаж: Вон Чхаукуай
- Гримёр: У Сялин
- Дизайнер по костюмам: Сюй Жуйфан
- Оператор: Чэнь Цзяле
- Композитор: Чау Фуклён